# Anthurium huashikatii
Anthurium huashikatii är en kallaväxtart som beskrevs av Thomas Bernard Croat. Anthurium huashikatii ingår i släktet Anthurium och familjen kallaväxter. Inga underarter finns listade.